# ダハネ・ベイダ
ダハネ・ベイダ（Dahane Beida、1991年12月31日 - ）はモーリタニアのサッカー審判員。2018年から国際サッカー連盟 (FIFA) に国際審判員として登録されている。
アフリカネイションズカップでは2022年カメルーン大会のグループリーグ2試合と2024年コートジボワール大会のグループリーグ・ラウンド16の各1試合と決勝を担当した。
東京オリンピック・男子サッカーでは副審を担当。 2023年にエジプトで開催されたアフリカ U-20ネイションズカップではビデオ・アシスタント・レフェリー (VAR) を担当した。パリオリンピック男子サッカーでは3試合で主審を務めた。
そのほか、CAFチャンピオンズリーグ、2026 FIFAワールドカップ・アフリカ予選でも主審を務めている。